# Каменськ-Уральський (аеродром)
Каменськ-Уральський або Трав'яни — військовий аеродром на околицях міста Каменськ-Уральський Свердловської області, поблизу села Трав'янське Кам'янського району. Радіопозивний аеродрому — «Радужний».

## Історія
На аеродромі базується 17-а гвардійська бригада армійської авіації (в/ч 45123) — раніше 48-а авіабаза 2-го командування ВПС та ППО, оснащена гелікоптерами Мі-8. Частину було сформовано з трьох військових частин — окремої вертолітної ескадрильї пошуку та порятунку, окремої вертолітної ескадрильї армійської авіації, окремого батальйону аеродромно-технічного забезпечення, передислокованих сюди 2010 року з міста Троїцьк Челябінської області.
До 1980-х років на аеродромі базувалися літаки дальньої авіації Ту-16. До початку 1990-х років був одним із навчальних аеродромів Челябінського ВВАКУШ, базувалися літаки Ту-124Ш, Ту-134Ш.
Поблизу Каменська-Уральського є також колишній аеропорт місцевих повітряних ліній з трьома ґрунтовими ЗПС (максимальна довжина 900 м), занедбаний у 1990-х роках.